# Mario Moreno (meksykański piłkarz)
Mario Antonio Moreno González (ur. 2 kwietnia 1986 w Tlalixcoyan) – meksykański piłkarz występujący na pozycji środkowego pomocnika.

## Kariera klubowa
Moreno jest wychowankiem drużyny Monarcas Morelia, do której seniorskiego zespołu został włączony w wieku osiemnastu lat przez szkoleniowca Ricardo Ferrettiego. Szansę debiutu w meksykańskiej Primera División otrzymał jednak dopiero od chilijskiego trenera Marco Antonio Figueroi – 7 października 2006 w wygranym 3:2 spotkaniu z Guadalajarą. Premierowego gola w najwyższej klasie rozgrywkowej strzelił 21 marca 2007 w konfrontacji z tym samym rywalem, tym razem przegranej przez Morelię 1:2. Nie potrafiąc wywalczyć sobie miejsca w wyjściowym składzie klubu występował głównie w drugoligowych rezerwach ekipy – Mérida FC, latem 2010 przechodząc do tej drużyny na stałe. Reprezentował również barwy innych zespołów filialnych z drugiej ligi – Atlante FC i Neza FC.
Wiosną 2012 Moreno został zawodnikiem argentyńskiego drugoligowca Instituto AC Córdoba. W Primera B Nacional zadebiutował 20 marca w wygranym 3:1 meczu z Chacarita Juniors.